# Calvert, Texas
Calvert là một thành phố thuộc quận Robertson, tiểu bang Texas, Hoa Kỳ. Năm 2010, dân số của xã này là 1192 người.

## Dân số
- Dân số năm 2000: 1426 người.
- Dân số năm 2010: 1192 người.